# Микрография (книга)

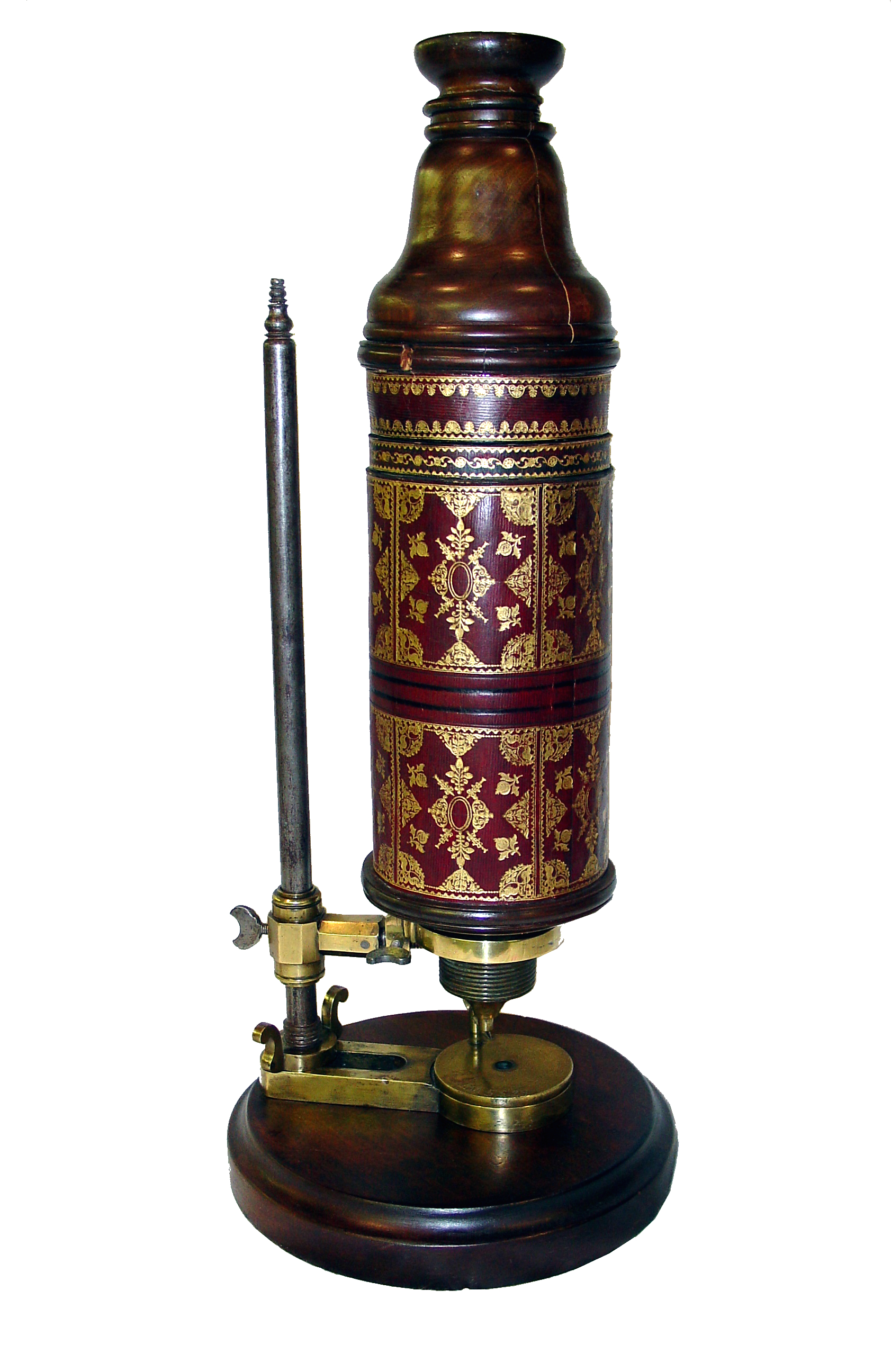
Микроскоп, произведённый Кристофером Коком из Лондона для Роберта Гука. Предположительно именно этот микроскоп был использован для наблюдений и создания основных гравюр «Микрографии».

«Микрография» (англ. Micrographia) — книга Роберта Гука, посвящённая результатам наблюдений 28-летнего автора с использованием разнообразных линз. Опубликованная в сентябре 1665 года, книга тут же стала бестселлером. Гук замечательно описывает глаз блохи и клетку растения (он ввёл этот термин, поскольку клетки растений, ограниченные стенками, напомнили ему монашьи кельи).
Известная своими выдающимися медными гравюрами микромира, в частности раскладывающимися листами с насекомыми, книга подтверждает необыкновенные возможности нового микроскопа.
Разложенные гравюры насекомых больше размера самого фолианта, достаточно большого. В частности, полный размер гравюры блохи в четыре раза превышает размер книги. Хотя книга наиболее известна демонстрацией возможностей микроскопа, она также содержит описание удалённых планетных тел, волновой теории света, органическое происхождение ископаемых и другие философские и научные интересы автора.
Будучи опубликованной при поддержке Королевского общества, книга способствовала формированию образа и миссии общества как научно-прогрессивной организации Лондона.

## Галерея

Некоторые гравюры из «Микрографии»
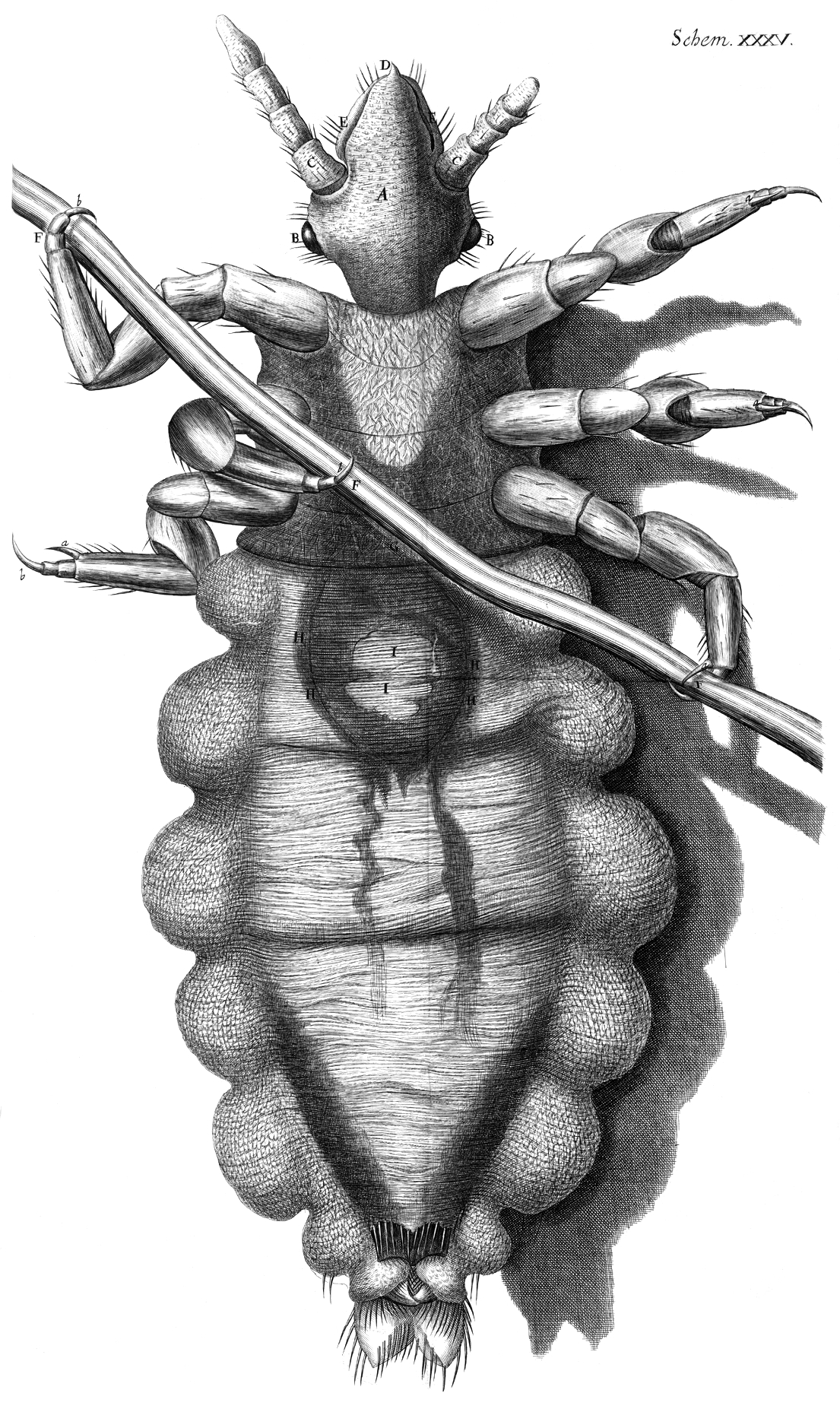
Рисунок вши.
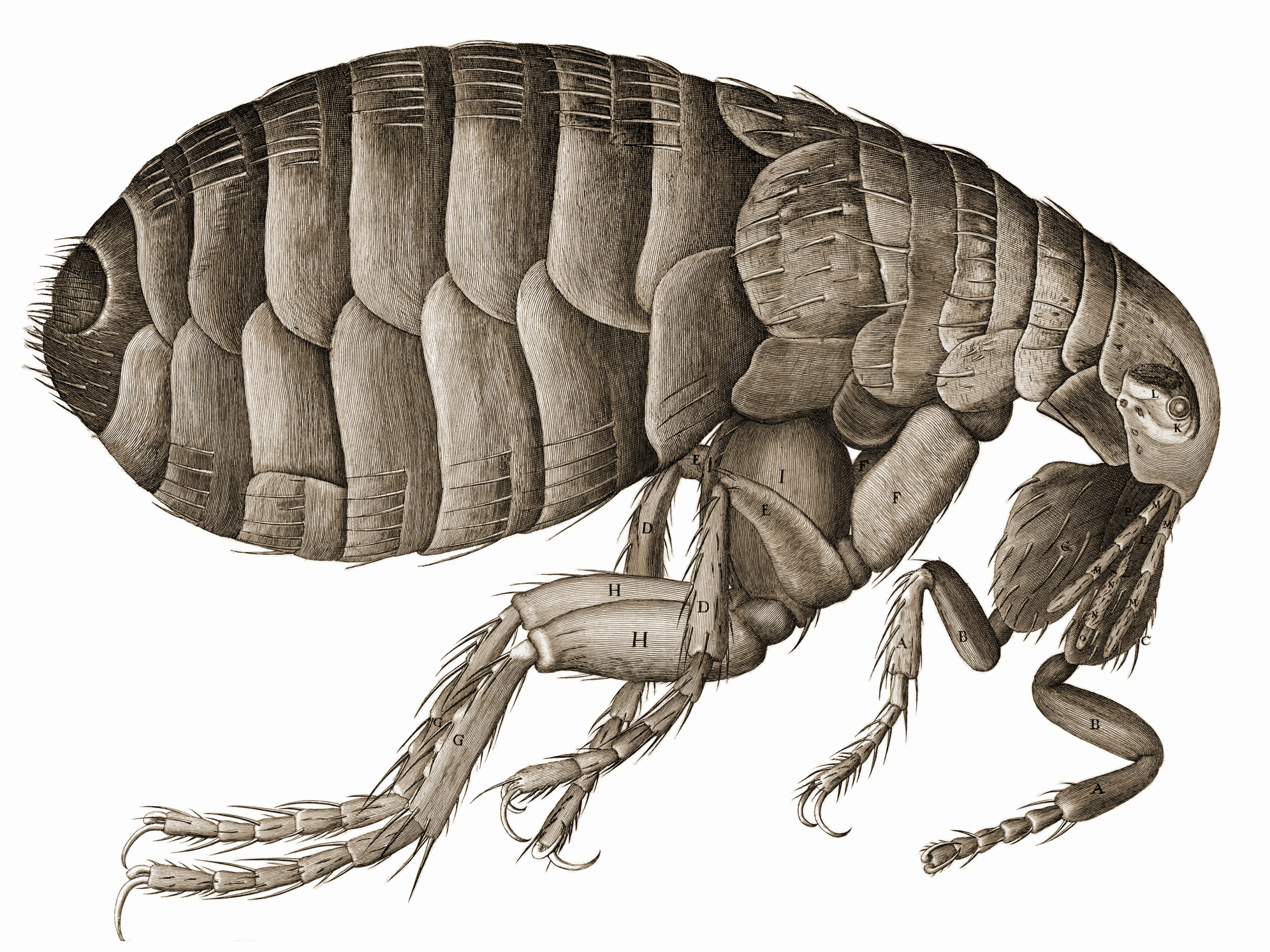
Рисунок блохи.
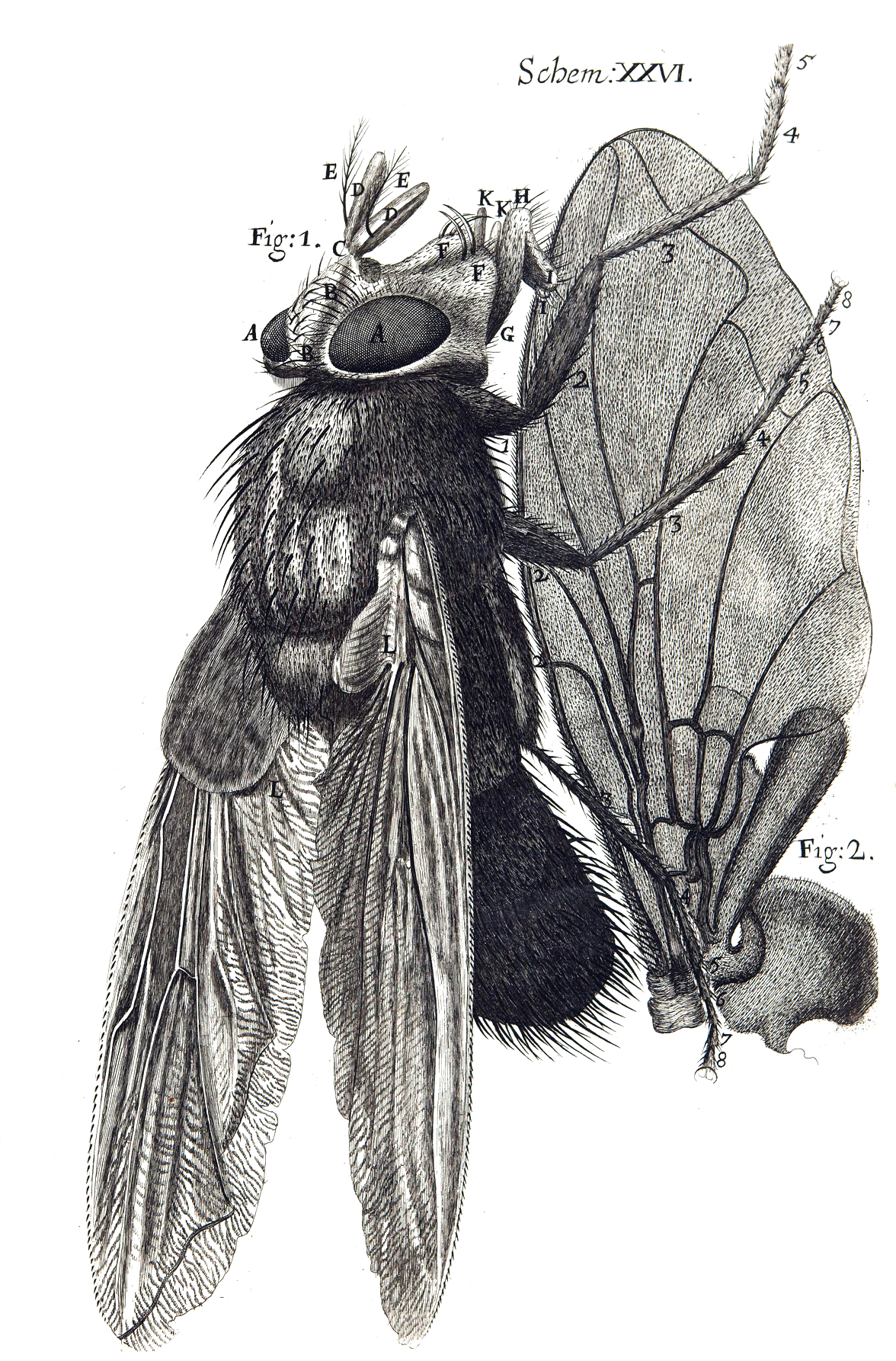
Рисунок мухи.
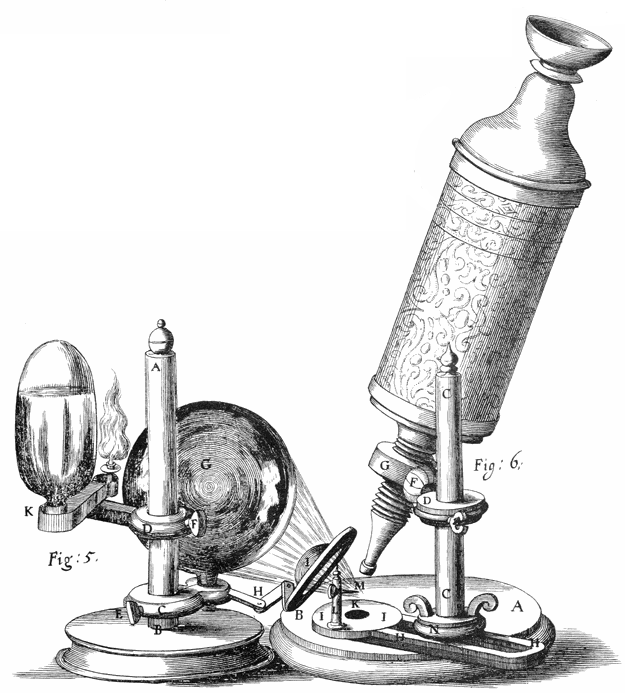
Микроскоп Роберта Гука.
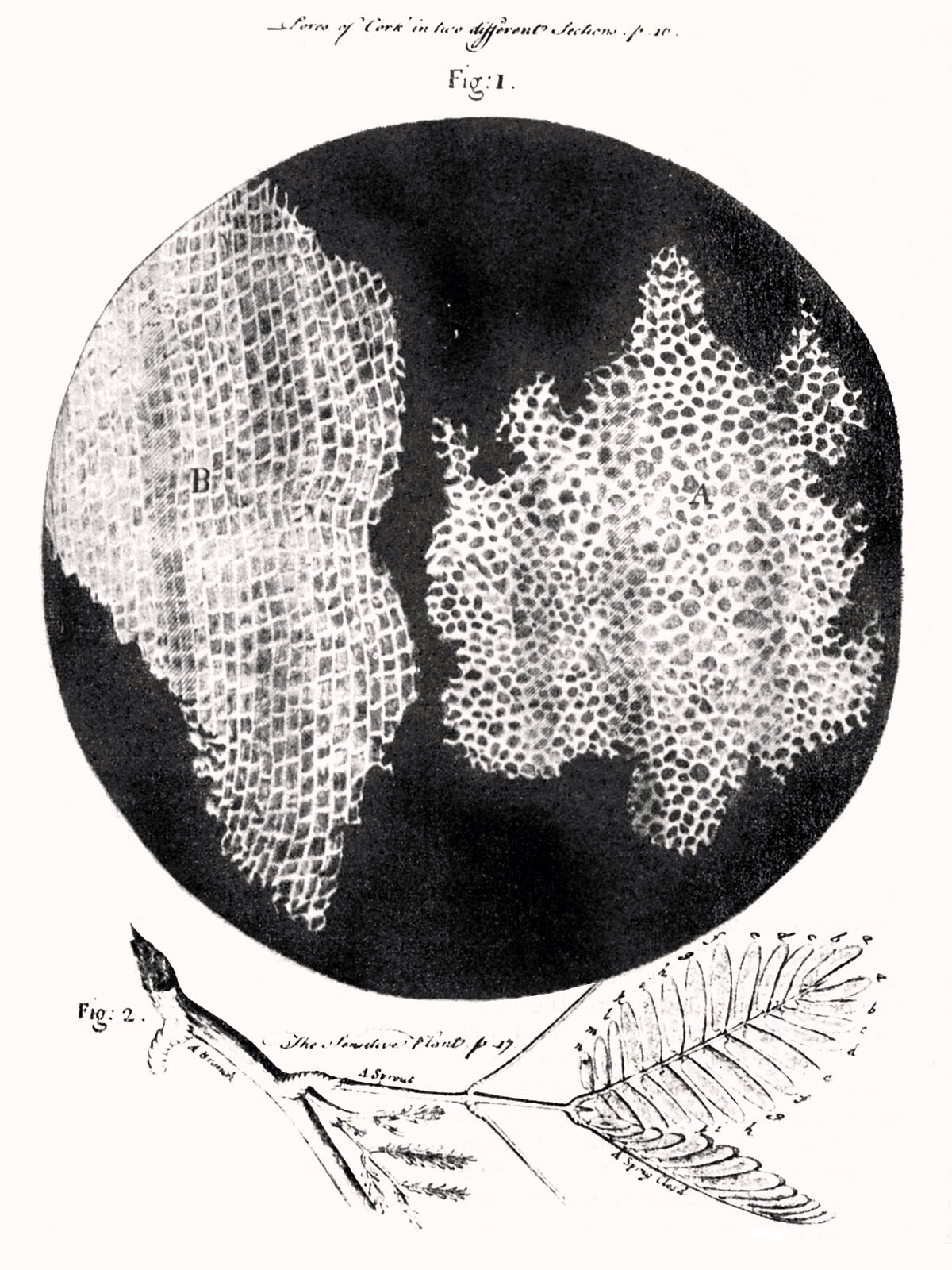
Клетки в пробковой коре (Гук первым применил термин клетка к биологическим объектам).
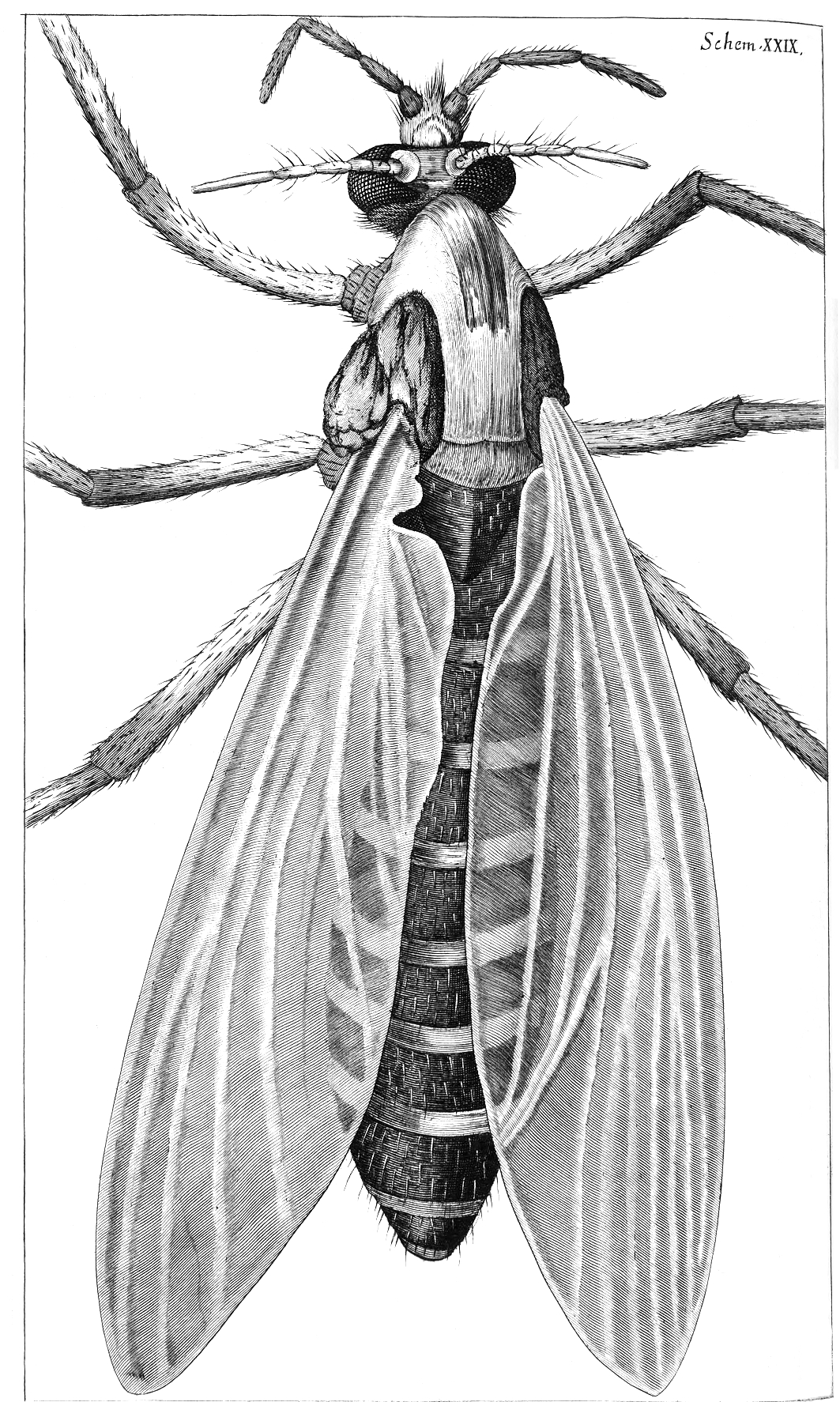
Рисунок комара.